# Ramón Ángel Hicks
Ramón Ángel María Hicks Cáceres (Asunción, 30 de maig de 1959) és un exfutbolista paraguaià, que ocupava la posició de davanter.

## Trajectòria
Al llarg de la seua carrera, va militar en clubs del seu país (Club Libertad) i de les lligues uruguaiana (Nacional de Montevideo), espanyola (CE Sabadell, Reial Oviedo i Elx CF), argentina (Independiente de Avellaneda) i boliviana (Club San José).

## Internacional
Hicks va ser internacional amb el Paraguai en 37 ocasions, tot marcant sis gols. Hi va participar amb el seu país al Mundial de 1986.